# Shinobi (Computerspiel, 1991)
Shinobi, in Japan als The G.G. Shinobi bekannt, ist ein Actionspiel für die Sega Game Gear. Es erschien am 26. April 1991 in den Vereinigten Staaten. In Japan erschien das Spiel Juni 1991. In Europa kam das Spiel Juli 1991 heraus. Es ist Teil der Shinobi-Reihe.

## Handlung
Terror und Zerstörung haben ihren Weg nach Ninja Valley gefunden. Der Meister der Oboro-Schule von Shinobi schickt seine besten Schüler, um es zu untersuchen. Sie kehren mit Neuigkeiten von einer mächtigen dunklen Macht zurück, die eine Basis in Neo City errichtet hat. Der Meister weiß, dass nur ein in den Künsten des Ninjutsu ausgebildeter Krieger dieser Bedrohung standhalten kann. Einer nach dem anderen betreten seine größten Schüler Neo City, um die Quelle des Bösen zu lokalisieren und zu zerstören. Ninja Valley hat den Kontakt zu jedem von ihnen verloren. Es wird angenommen, dass alle gefangen genommen wurden.
Jetzt muss Joe Musashi, diese schreckliche Mission ausführen. Als ältester und stärkster seiner Ninja-Schüler muss Musashi seine besonderen Fähigkeiten in der Kunst des Ninjutsu einsetzen, um seine Mitstreiter zu befreien. Mit ihrer vereinten Stärke können sie die Stadt der Angst zerstören.

## Spielprinzip
Die Spielmechanik von Shinobi basiert grob auf dem Spiel The Revenge of Shinobi, jedoch mit einem zusätzlichen Charakterwechselsystem. Der Spieler steuert im Spiel den Ninja Joe Musashi, dessen Ziel es ist, vier entführte Verbündete zu retten, die in verschiedenen Leveln gefangen gehalten werden. Es gibt vier Leveln. Diese können in beliebiger Reihenfolge gespielt werden.
Nach Abschluss aller vier Leveln betritt der Spieler automatisch die fünfte und letzte Leveln namens Neo City. Jeder Raum erfordert die Fähigkeiten eines bestimmten Ninja-Charakters, um ihn zu bestehen. Fast alle Räume haben zwei Ausgänge, die zu weiteren unterschiedlichen Fallenräumen führen. Während der Erkundung von Neo City trifft der Spieler auf weitere Bosse und endet mit dem letzten.

## Rezeption
Retro Gamer bezeichnet das Spiel als: „zweifellos ein klassisches Stück Ninja-Himmel“, merkte aber an, dass es „notorisch schwierig“ sei.